# Simplex (カメラブランド)
Simplex（シンプレックス）はドイツのエルネマン、後にツァイス・イコンで使用されたカメラブランドである。

## エルネマン時代のカメラ
- シンプレックス（Simplex） - 4×6.5cm（アトム）判写真乾板を使用する一眼レフカメラ[1]
- シンプレックス・エルノフレックス（Simplex Ernoflex） - 一眼レフカメラ。

## ツァイス・イコン時代のカメラ
イコンタの普及版の一つ。

### 120フィルム使用カメラ
- シンプレックス（Simplex） - 6×9cm判で、フィルム中枠とファインダーマスクを使用し6×4.5cmの撮影も可能。レンズはネッター105mmF6.3、シャッターはデルバル1/25-1/100秒、もしくはセルフタイマー付きテルマ1/25-1/100秒。当時の流行に乗ってボディーにベークライトを使用している[2]。